# Intervention russe dans la deuxième guerre civile libyenne
Pendant la deuxième guerre civile libyenne
L'intervention russe dans la deuxième guerre civile libyenne commence à partir de 2016, et prend la forme d'un soutien matériel et de l'envoi de mercenaires russes du groupe de sécurité privée Wagner dans le camp du maréchal Khalifa Haftar. Elle s'inscrit dans le cadre de la guerre civile libyenne qui oppose le gouvernement d'entente nationale (GEN) présidé par Fayez el-Sarraj et reconnu par l'ONU à partir de mars 2016, le gouvernement de Tobrouk, basé à l'est du pays et son principal bras armé est l'auto-proclamée « Armée nationale libyenne » commandée par le maréchal Khalifa Haftar et certains groupes tribaux et djihadistes.

## Contexte

### Débuts de la deuxième guerre civile libyenne
La première guerre civile libyenne est déclenchée en 2011 dans la foulée des printemps arabes, et aboutit en moins d'un an à la chute et à la mort de Mouammar Kadhafi, au pouvoir en Libye depuis plus de quarante ans? 
À la suite des élections du 7 juillet 2012, la Libye est gouvernée par le Congrès général national (CGN), l'organe législatif élu qui remplace le Conseil national de transition. Celui-ci est présidé par Mohamed Youssef el-Megaryef, jusqu'à sa démission le 28 mai 2013, à qui succède Nouri Bousahmein (chef de l'État), élu le 25 juin 2013.
Néanmoins la légitimité de ce nouveau gouvernement est largement contestée en Libye, et plusieurs groupes armés prennent le contrôle d'installations pétrolières en juillet 2013.
En février 2014, le général Khalifa Haftar, un ancien officier sous le régime de Kadhafi exilé aux États-Unis depuis 1990 et revenu en 2011, annonce qu'il dissout le CGN et appelle à la formation d'un comité de gouvernement intérimaire pour superviser de nouvelles élections. Le CGN dénonce une tentative de coup d'État.

### Offensives de l'Armée nationale libyenne
Entre 2014 et 2016, l'Armée nationale libyenne concentre ses offensives contre les groupes djihadistes, nomment à la bataille de Benghazi, à l'instar du gouvernement d'entente national dirigé par Fayez el-Sarraj à partir de mars 2016, qui concentre ses efforts sur la lutte contre l'État islamique à la bataille de Syrte.

### Positions et enjeux pour la Russie

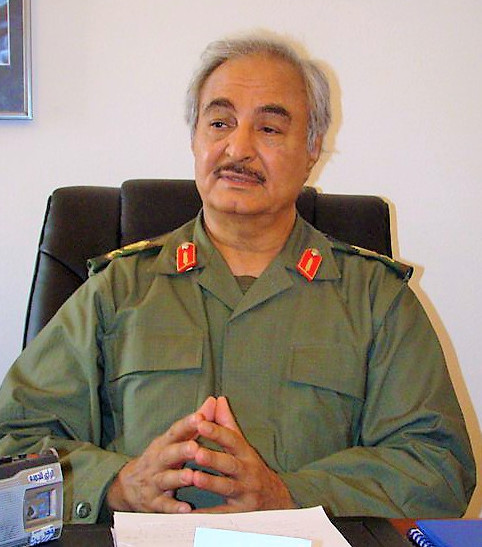
Le général libyen Khalila Haftar, soutenu par la Russie pendant la guerre civile libyenne.

Mouammar Kadhafi, au pouvoir depuis plus de quarante ans, s'est distingué pendant la guerre froide par une politique favorable à l'Union soviétique, alors que la plupart des pays africains avait une position de non-alignés. Son renversement et sa mort lors de la première guerre civile libyenne est vécue par la Russie comme une humiliation et la perte d'une zone d'influence dans la Méditerranée, dont laquelle leur présence se limite désormais à la base navale russe à Tartous en Syrie. En septembre 2015, la Russie est déjà intervenue en Syrie en soutien au gouvernement de Bachar al-Assad pour y préserver leur influence et garder à la tête du pays un gouvernement qui leur est favorable.
En 2016 en Libye, la Russie, membre du Conseil de Sécurité de l'ONU reconnait officiellement le gouvernement de Fayez el-Sarraj soutenu par la communauté internationale, et se positionne en médiateur dans la deuxième guerre civile libyenne, appelant : « toutes les parties à la retenue »,.
Mais Moscou envisage parallèlement un soutien militaire à son rival Khalifa Haftar, russophone ayant étudié en Union soviétique et ancien officier de Mouammar Kadhafi, plus susceptible de défendre les intérêts russes.

## L'intervention russe

### Soutien politique à l'Armée nationale libyenne
En novembre 2016, Khalifa Haftar se rend à Moscou et rencontre Sergueï Lavrov, ministre russe des Affaires étrangères, pour demander un appui de la Russie dans ses offensives contre les milices islamistes qui contrôlent Tripoli. Serguei Lavrov lui déclare que : « Nos relations sont cruciales. Notre objectif aujourd'hui et de leur donner vie (...) Nous espérons éradiquer le terrorisme le plus vite possible avec votre aide ».
En janvier 2017, Khalifa Haftar est reçu par des militaires russes russes à bord du porte-avions russe Amiral Kouznetsov, au large de Tobrouk, et s'entretient en visioconférence avec le ministre russe de la Défense Sergueï Choïgou. Leurs échanges portent sur la lutte contre le terrorisme au Moyen-Orient, la fin de l'embargo sur les armes pour la Libye et la formation de l'armée libyenne par la Russie.
En avril 2019, pendant l'offensive de Tripoli lancée par l'Armée nationale libyenne pour prendre la capitale, Moscou bloque l'adoption d'une déclaration du Conseil de sécurité qui aurait appelé les forces du maréchal Haftar à arrêter leur avancée.
En février 2020, Khalifa Haftar s'entretient de nouveau avec le ministre russe de la Défense Sergueï Choïgou pour discuter de la situation en Libye. 
Le 3 juillet 2020, Sergueï Lavrov annonce la réouverture de son ambassade en Libye. Cependant, il est décidé que le siège serait temporairement basé en Tunisie[réf. souhaitée].

### Soutien militaire à l'Armée nationale libyenne
En mars 2017, à la suite de la livraison d'armes et de matériel par la Russie, des forces spéciales russes sont envoyées à la base aérienne égyptienne de Sidi Barrani près de la frontière libyenne. Ces militaires, équipés de drones, servent d’appui aux troupes de Khalifa Haftar, dans leur lutte contre les groupes islamistes dans la bataille de Benghazi, et dans leur offensive, lancée dans le croissant pétrolier pour reprendre les terminaux de Ras Lanouf et Al-Sedra, contrôlés par une milice favorable gouvernement de Tripoli.
En avril 2020, un rapport de l’ONU évoque une présence en Libye de 800 à 1200 mercenaires du groupe Wagner, proche du président russe Vladimir Poutine. Le groupe privé permet à Moscou d'intervenir dans des théâtres d'opération extérieurs sans être officiellement partie prenante, puisque ce n'est pas l'armée russe qui est mobilisée. Selon le rapport de l'ONU, les mercenaires du groupe Wagner fournissent un soutien technique pour la réparation de véhicules militaires, participent à des combats et à des opérations d’influence, et apportent leur expertisent dans l’artillerie, du contrôle aérien, fournissent une expertise dans les contre-mesures électroniques et déploient des tireurs d’élite. 
En outre, le rapport de l'ONU fait état de transfert, sous supervision du groupe Wagner, de combattants syriens formés par l'armée russe pendant la guerre civile syrienne, déployés comme mercenaires en Libye. 
En mai 2020, l'armée américaine accuse la Russie d'avoir déployé quatre avions de chasse en Libye pour soutenir les troupes de Khalifa Haftar. L’armée américaine a estimé qu’une nouvelle campagne aérienne se prépare avec « des pilotes mercenaires russes volant à bord d’appareils fournis par la Russie pour bombarder les Libyens et prendre le contrôle de bases aériennes sur la côte.